# Leo Frédéric Alfred Baron d’Erlanger

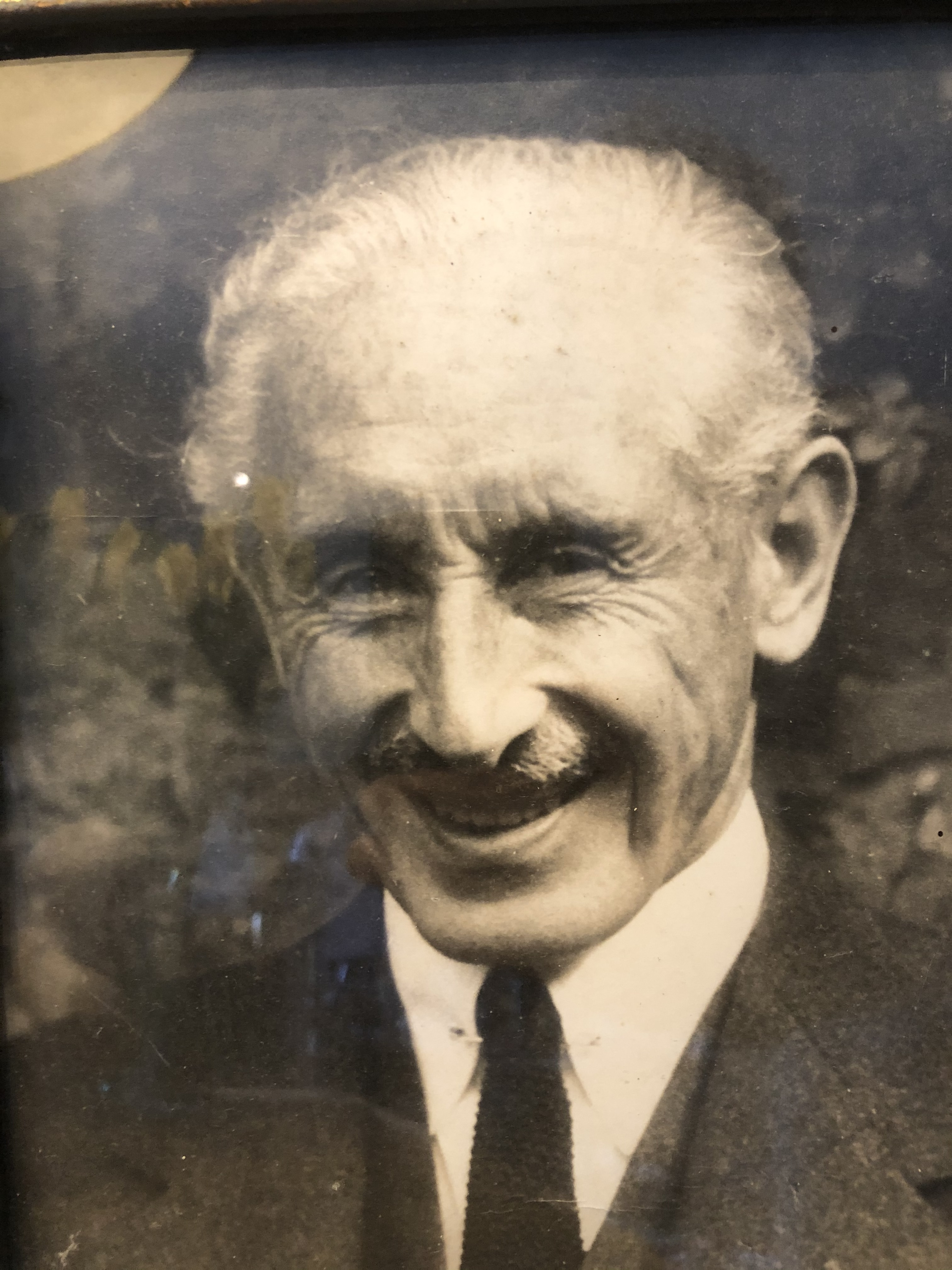
Leo Frédéric Alfred Baron d’Erlanger

Leo Frédéric Alfred Baron d’Erlanger, auch Leo Friedrich Alfred Baron von Erlanger (* 2. Juli 1898 in London; † 25. Oktober 1978 in Genf) war englischer Kaufmann und Bankier.

## Geschäftstätigkeit
Er war Kaufmann, Bankier und nach dem Ersten Weltkrieg Förderer der britischen Flugzeugindustrie. Ab 1947 war er ferner Manager der Channel Tunnel Investment Ltd., des späteren Eurotunnel. Wie seine Vorfahren widmete er sich dem Bankgeschäft. Nach dem Tod seines Onkels Emile Beaumont Baron d’Erlanger 1939 wurde er Chef des renommierten, aber kleinen Privatbankhauses Erlanger Ltd. in der City of London und betrieb 1958 die Übernahme dieser Bank durch die Merchant Bank Philip Hill Higginson unter der Führung von deren Partner Kenneth Keith, welche dann den Namen Philip Hill Higginson Erlanger Ltd. annahm. Er erhielt mit 2,5 Millionen Pfund einen guten Kaufpreis. Es kam jedoch rasch zu einem Zerwürfnis mit dem für seine aggressiven Geschäftspraktiken bekannten Keith, dem späteren Baron Keith of Castleacre, der Leo d’Erlanger nicht als Chairman der Gruppe akzeptieren wollte. 1965 fusionierte Keith die Bank mit der Privatbank M Samuel zu Hill, Samuel & Co.
Leo Frédéric Alfred Baron d’Erlanger beteiligte sich auch an Unternehmungen seines Vetters Sir Gérard John Leo Regis Baron d’Erlanger (1905–1962).

## Familie
Leo Frédéric Alfred Baron d’Erlanger war der älteste Sohn von Francois Rodolphe Baron d’Erlanger und seiner Ehefrau Maria Elisabetha Cleofee Scolastica Gräfin Barbiellini-Amidei. Da sein Großvater mütterlicherseits Graf Barbiellini Amidei l’Elmi aus altem toskanischen Adel Kammerherr von Papst Leo XIII. gewesen war, wurde Leo XIII. Pate dieses Kindes und Namensgeber. Seine väterlichen Großeltern waren der Bankier und Eisenbahn-Finanzier Frédéric Emile Baron d’Erlanger (1832–1911) und seine US-amerikanische Großmutter Marguérite Mathilde Slidell. Seine Großmutter mütterlicherseits war die Amerikanerin Harriet Lewis, geboren in New London, Connecticut.
Leo d’Erlanger heiratete 1929 Edwina Prue (* 1921 in New York City; † 18. August 2008 in Genf) eine US-Amerikanerin. Diese war vorher Junior-Redakteurin des Magazins Vanity Fair für Clare Boothe Luce in New York City, Topmodell des Haute-Couture-Hauses von Jean Patou in Paris und legendäre Ballroom-Tänzerin unter dem Namen Edwina Saint Clair gewesen. Das Ehepaar verließ aus Steuergründen 1974 Großbritannien und lebte abwechselnd in Genf und in Sidi Bou Saïd, nordöstlich von Tunis. Sie hatten zwei Kinder:
- Tess Edwina May (1934–14. August 2008 in Spelsbury, Oxfordshire)
  - Leo Alexandre d’Erlanger-Bertrand (* 1963)
- Rodolphe Frédéric Baron d’Erlanger (1945–2000), ⚭ I)?, II) 1982 Lady Caroline Mary Cholmondeley, Tochter von Sir George Hugh Cholmondeley, 6. Marquess of Cholmondeley und dessen Ehefrau Lavinia Margaret Leslie
  - Leo Frédéric Hugh d’Erlanger (* 1983)
  - Joshua Robert David d’Erlanger (* 1987)